# レオナルド・スバラグリア
レオナルド・スバラグリア（Leonardo Sbaraglia、1970年6月30日 - ）は、アルゼンチン・ブエノスアイレス出身の俳優。アルゼンチンで絶大な人気を誇る俳優。レオナルド・スバラーリャとも表記される。

## 略歴
父親は医者、母親は女優。1986年に映画デビュー。アルゼンチンの映画・テレビで活躍していたが、2000年の『逃走のレクイエム』でスペイン映画にも進出、以降はスペイン映画に積極的に出ている。『10億分の1の男』ではゴヤ賞の最優秀新人男優賞を受賞した。

## 主な出演作品
- 逃走のレクイエム Plata quemada (2001)
- 10億分の1の男 Intacto (2001)
- ユートピア Utopía (2003)
- carmen.カルメン Carmen (2003)
- NAKED マン・ハンティング El rey de la montaña (2007)
- セカンド・ハウス El campo (2011)
- 人生スイッチ Relatos salvajes (2014)
- エンド・オブ・トンネル Al final del túnel (2016)
- キリング・ファミリー 殺し合う一家 El otro hermano (2017)
- ペイン・アンド・グローリー Dolor y gloria (2019)
- WASP ネットワーク Wasp Network (2019)